# Republicanismo irlandês

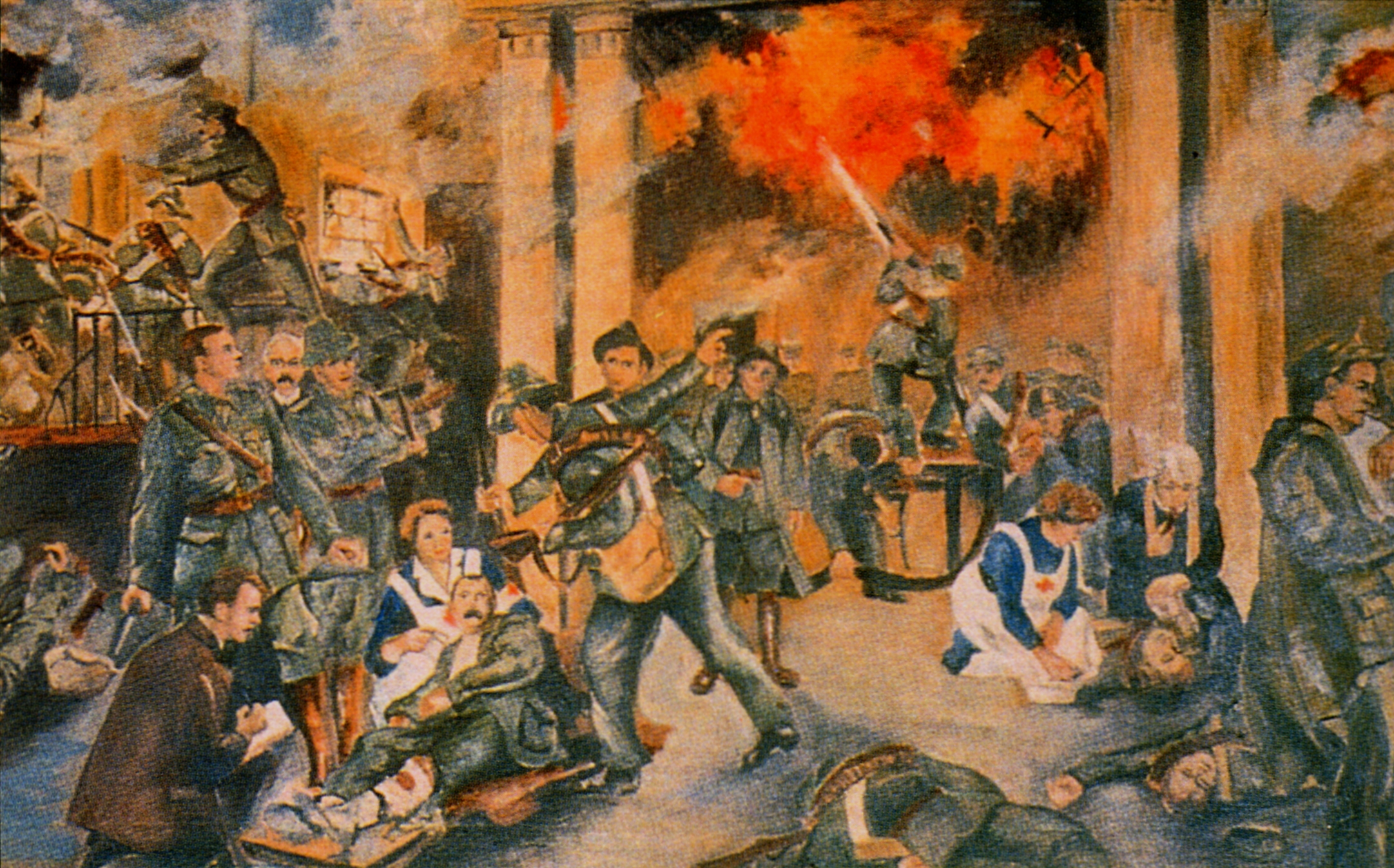
"O nascimento da República", por Walter Paget.

Republicanismo irlandês (em irlandês:  Poblachtánachas Éireannach) é uma ideologia e um movimento político que se opõe à presença britânica na Irlanda e defende que toda a Ilha da Irlanda se torne uma república unificada, independente e igualitária. 
O movimento, de caráter democrático e nacionalista, fortaleceu-se a partir do século XVIII e chegou ao seu auge no século XX. O objetivo da luta era encerrar o domínio britânico na Irlanda para que o país passasse a ser uma república plena. O regime britânico durou perto de 700 anos, de fato, e os irlandeses tentaram se libertar através de várias rebeliões.